# ماساو مياموتو
ماساو مياموتو (باليابانية: 宮本政於؛ بالكانا: みやもと まさお) هو كاتب وطبيب نفسي ياباني، ولد في 1948، وتوفي في 18 يوليو 1999 بسبب سرطان القولون.